# Liste der Monuments historiques in Épieds (Maine-et-Loire)
Die Liste der Monuments historiques in Épieds (Maine-et-Loire) führt die Monuments historiques in der französischen Gemeinde Épieds auf.

## Liste der Bauwerke
| Bezeichnung        | Beschreibung | Standort            | Kennzeichnung | Schutzstatus | Datum | Bild |
| ------------------ | ------------ | ------------------- | ------------- | ------------ | ----- | ---- |
| Dolmen Les Dormans | Neolithikum  | Pierre Levée (Lage) | PA00109099    | Classé       | 1983  |      |